# Лувиль (лунный кратер)
Кратер Лувиль (лат. Louville), не путать с кратером Лиувилль (лат. Liouville) — крупный ударный кратер на северо-восточном побережье Океана Бурь на видимой стороне Луны. Название присвоено в честь французского астронома и математика Жака Эжена Лувиля (1671—1732) и утверждено Международным астрономическим союзом в 1935 г.

## Описание кратера
Ближайшими соседями кратера являются кратер Фуко на северо-востоке; кратер Шарп на востоке-северо-востоке и кратер Меран на юго-востоке. На западе от кратера находится борозда Шарпа; на севере располагается Залив Росы. Селенографические координаты центра кратера 44°07′ с. ш. 46°02′ з. д. / 44,12° с. ш. 46,04° з. д., диаметр 34,8 км, глубина 1,87 км.
Кратер Лувиль полностью разрушен за длительное время своего существования и представляет собой понижение местности неправильной формы без четких границ. Западную часть остатков вала перекрывает сателлитный кратер Лувиль B (см. ниже).

## Сателлитные кратеры
| Лувиль | Координаты                                            | Диаметр, км |
| ------ | ----------------------------------------------------- | ----------- |
| A      | 43°17′ с. ш. 45°20′ з. д. / 43,28° с. ш. 45,34° з. д. | 8,5         |
| B      | 44°04′ с. ш. 46°31′ з. д. / 44,06° с. ш. 46,52° з. д. | 8,0         |
| D      | 46°51′ с. ш. 52°08′ з. д. / 46,85° с. ш. 52,14° з. д. | 6,9         |
| Da     | 46°35′ с. ш. 51°43′ з. д. / 46,58° с. ш. 51,72° з. д. | 10,8        |
| E      | 43°11′ с. ш. 45°57′ з. д. / 43,18° с. ш. 45,95° з. д. | 5,7         |
| K      | 46°47′ с. ш. 55°13′ з. д. / 46,78° с. ш. 55,22° з. д. | 5,3         |
| P      | 45°36′ с. ш. 52°13′ з. д. / 45,6° с. ш. 52,21° з. д.  | 7,2         |

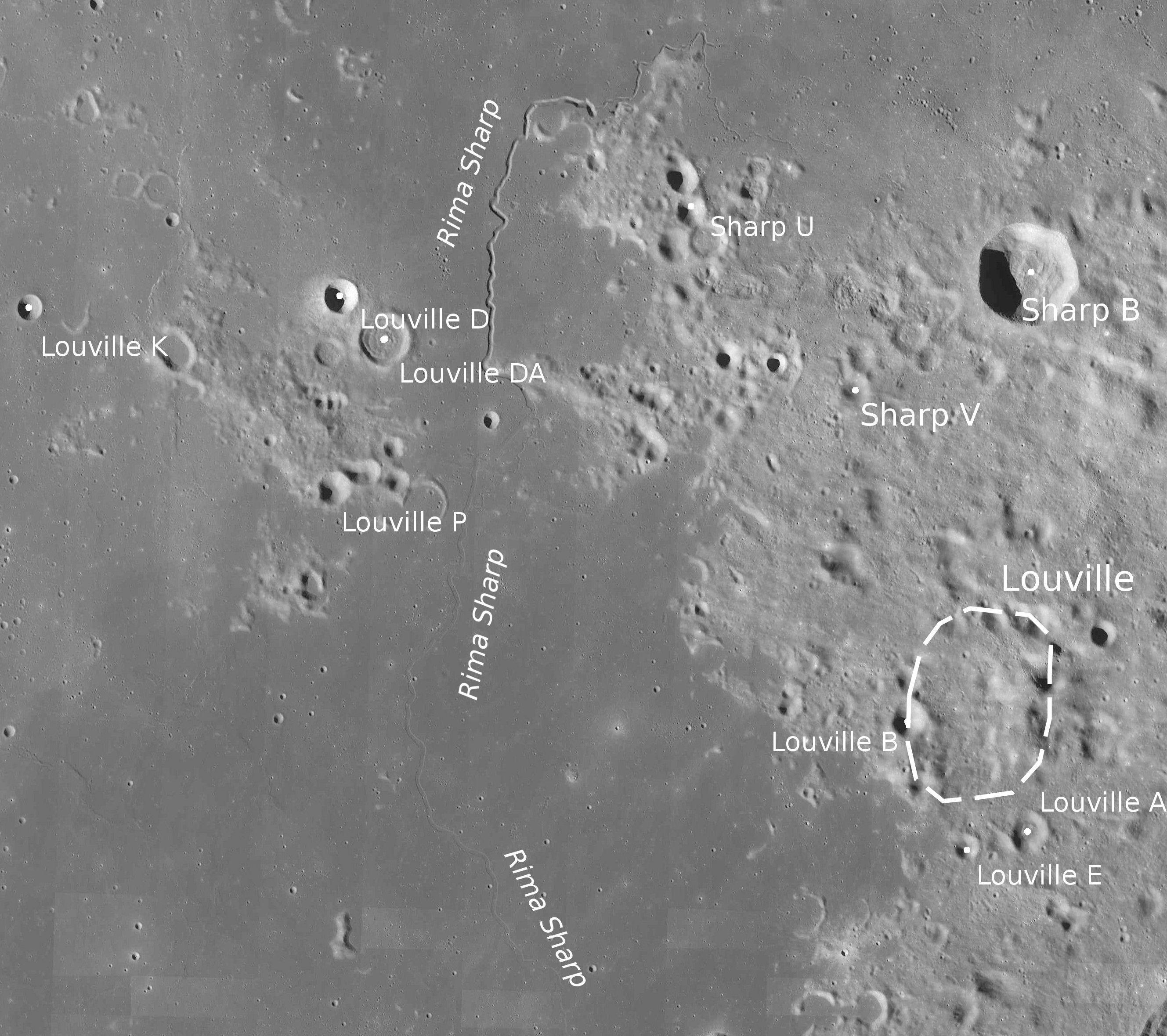
Снимок зонда Lunar Reconnaissance Orbiter.

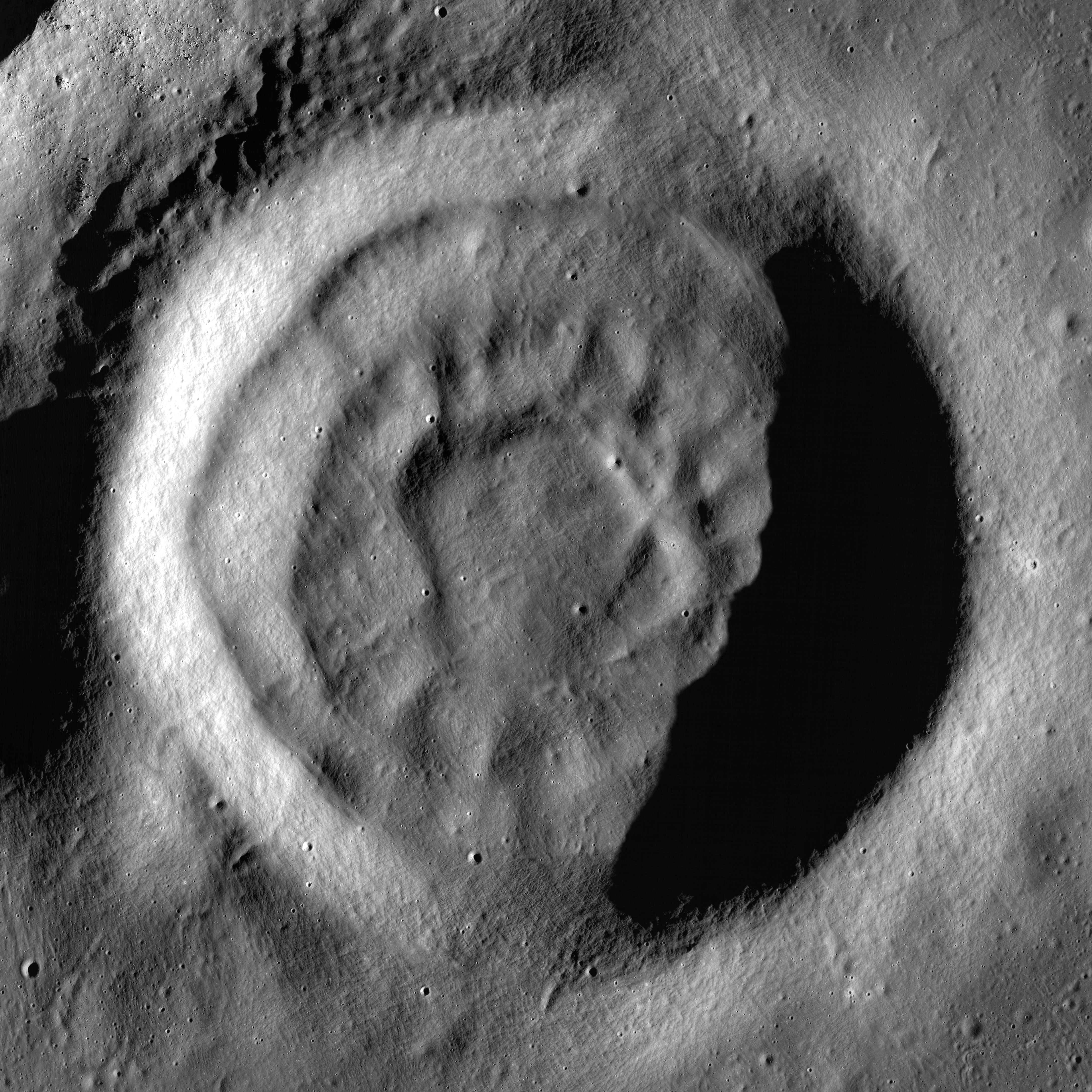
Сателлитный кратер Лувиль Da. Снимок зонда Lunar Reconnaissance Orbiter.

- Сателлитный кратер Лувиль D включен в список кратеров с яркой системой лучей Ассоциации лунной и планетарной астрономии (ALPO)[4].

- Сателлитный кратер Лувиль Da является концентрическим кратером.

## См.также
- Список кратеров на Луне
- Лунный кратер
- Морфологический каталог кратеров Луны
- Планетная номенклатура
- Селенография
- Минералогия Луны
- Геология Луны
- Поздняя тяжёлая бомбардировка